# Prescott Bush
Prescott Sheldon Bush (født 15. maj 1895 ; død 8. oktober 1972) var en amerikansk bankmand og politiker. Efter at have arbejdet på Wall Street engagerede han sig i politik og blev valgt ind I USA´s Senat som repræsentant for Connecticut fra 1952 til 1963. Som medlem af Bush-familien var han far til vicepræsident og senere præsident George H. W. Bush.